# Cambil
Cambil est une commune située dans la province de Jaén de la communauté autonome d'Andalousie en Espagne.

## Histoire
Les châteaux de Cambil et Alhabar faisaient partie de ceux qui avaient suffisamment d'importance stratégique aux yeux des rois catholiques pour expulser les musulmans de Grenade. La situation est imprenable, c'est pourquoi la royauté espagnole y avait érigé une forteresse avec l'aide de 6 000 ouvriers.

## Monuments
- Église de l'Incarnation, sur la place de la Constitution.
- La Maison de l'Hermitage ou Cambil Aranda, située dans la Calle Real.
- Ancien hôpital maintenant inactif.

## Administration
| Période                                  | Période | Identité | Étiquette | Qualité |
| ---------------------------------------- | ------- | -------- | --------- | ------- |
| N/A                                      | N/A     | N/A      | N/A       | Maire   |
| Les données manquantes sont à compléter. |         |          |           |         |